# Johnny Furphy
John "Johnny" William Furphy (Melbourne, 8 de dezembro de 2004) é um jogador australiano de basquete profissional que atualmente joga no Indiana Pacers da National Basketball Association (NBA).
Ele jogou basquete universitário pelo Kansas Jayhawks e foi selecionado pelo San Antonio Spurs como a 35ª escolha geral no draft da NBA de 2024 e depois negociado com os Pacers.

## Início da vida e carreira
Furphy nasceu e cresceu em Melbourne, Austrália. Ele recebeu uma bolsa de estudos esportiva para a Maribyrnong Sports Academy e concluiu seus estudos acadêmicos no Maribyrnong College, graduando-se em 2022.
Em 2021, Furphy jogou duas partidas pelo Hawthorn Magic no Big V. Em 2022, ele jogou nove partidas pela Melbourne University na Big V Division One antes de se mudar para Canberra, onde jogou três partidas pelo BA Centre of Excellence (CoE) no NBL1. Com o CoE em 2023, ele teve médias de 14,3 pontos e 5,6 rebotes em 12 jogos durante a temporada do NBL1.

## Carreira universitária
Furphy se comprometeu a jogar basquete universitário nos Estados Unidos pela Universidade do Kansas.
Furphy entrou em sua temporada de calouro no Kansas como um ala reserva importante. Ele fez sua primeira partida na universidade em 13 de janeiro de 2024, contra Oklahoma, e marcou sete pontos em uma vitória por 78-66. Furphy foi nomeado para o time de calouros da Big 12 no final da temporada regular. Após sua temporada de calouro, Furphy se declarou para o draft da NBA de 2024.

## Carreira profissional

### Indiana Pacers (2024–Presente)
Em 27 de junho de 2024, Furphy foi selecionado pelo San Antonio Spurs como a 35ª escolha geral no draft da NBA de 2024, no entanto, imediatamente na noite do draft, ele foi negociado com o Indiana Pacers em troca da 36ª escolha geral, Juan Núñez. Em 7 de julho, ele assinou um contrato de 4 anos e US$8.5 milhões com os Pacers.

## Estatísticas de carreira

### Universidade
| Ano     | Equipe | PJ | PT | MPJ  | AP   | 3P   | LL   | RT  | AS  | BR | TO | PPJ |
| ------- | ------ | -- | -- | ---- | ---- | ---- | ---- | --- | --- | -- | -- | --- |
| 2023–24 | Kansas | 33 | 19 | 24.1 | .466 | .352 | .765 | 4.9 | 1.0 | .9 | .3 | 9.0 |

## Links externos
- Biografia da NBA
- Biografia do Kansas Jayhawks